# Городской, Яков Зиновьевич
Яков Зиновьевич Городской (при рождении Яков Залманович Блюмкин; 23 октября 1898 — 6 января 1966) — русский советский поэт, журналист. Член Союза писателей СССР (1934).

## Биография
Родился 10 октября (по старому стилю) 1898 года в Екатеринославе, в семье дубровенского мещанина Могилёвской губернии Залмана Хаимовича-Лейбовича Блюмкина и Евы Блюмкиной. В 1905 году семья переехала в Николаев, где окончил Николаевское высшее начальное училище.
В 1919 году добровольцем вступает в Красную Армию и уходит на фронт Гражданской войны.
Вернувшись с фронта в 1920 году начинает журналистскую работу в газете «Красный Николаев», переехав в Харьков работает в газете «Харьковский пролетарий».
В 1926 году в Харькове становится членом и активным участником Всеукраинского союза пролетарских писателей, в том же году вступает в ВКП(б).
В 1930—1932 годах — редактор газеты «Темп» на строительстве ХТЗ, затем возглавлял редакции журналов «Красное слово» и «Литстрой».

Впоследствии критики, оценивая журналистскую деятельность Городского, подтвердят, что она была образцом труда «на линии огня». И так было не только в Николаеве. «На линии огня» он находился и в Харькове, на строительстве тракторного завода, и тогда, когда в разные годы редактировал республиканские издания.
— Радуга, 1978 год
В 1934 году от Украинской ССР был делегатом на Первом съезде писателей СССР, став одним из первых членов Союза писателей СССР.
С 1934 года жил в Киеве — заведующий русской поэтической секцией Союза писателей Украинской ССР, редактор журнала «Радянська література» и «Літературна газета».
С началом Великой Отечественной войны — батальонный комиссар, был корреспондентом газеты «Красная Армия» Юго-Западного фронта, уже осенью 1941 года был демобилизован по состоянию здоровья, но до конца войны написал много статей, стихов и рассказов, которые публиковались в газетах «Правда Украины», «Література і мистецтво» и других, отдельными изданиями вышли сборники произведений «На зов наркома обороны» (1941), «Оружие» и «Киевляне» (1942), «Военное время» (1943). Награждён медалью «За победу над Германией».
Умер в 1966 году.

## Творчество
Поэтическое наследие Я. Городского составляет более чем тридцать книг, стихи в журналах и газетах, статьи о литературе и публицистика, несколько пьес.
Первое стихотворение «Новогодняя оказия» напечатано в «Николаевской газете» 1 января 1917 года. Первый сборник стихов «Косматая Россия» был издан в 1923 году.

В поэзии Я. Городского изображены события Гражданской войны, воспеты строители ХТЗ, рабочие заводов и фабрик — созидатели новой жизни, показаны подвиги советских людей в годы Великой Отечественной войны.— Русские советские поэты Украины. - Киев: Днипро, 1987. — 404 с. — С. 17